# Ochota
Ochota là một quận của Warszawa, thủ đô Ba Lan, toạ lạc ở trung tâm của thành phố.
Các khu vực dân cư lớn nhất ở quận Ochota:
- Kolonia Lubeckiego
- Kolonia Staszica
- Filtry
- Rakowiec
- Szosa Krakowska
- Szczęśliwice
- Osiedle Oaza